# 도요사토촌 (오사카부)
도요사토촌(일본어: 豊里村)은 일본 오사카부 니시나리군에 설치되었던 촌이다. 현재의 오사카시 히가시요도가와구의 남동부 및 아사히구 다이시바시의 일부에 해당한다.

## 역사
- 1889년 4월 1일 - 정촌제 시행에 의해 니시나리군 도요사토촌이 성립하였다.
- 1925년 4월 1일 - 오사카시에 편입해 히가시요도가와구 4개의 초가 되었다.

## 교통

### 철도
현재는 구촌에 오사카 메트로 이마자토스지선이 위치해 있지만 당시엔 미개업 상태였다.

### 도로
현재는 한신고속 12호 모리구치선이 구촌 지역을 통과하지만 당시에는 미개통 상태였다. 

## 참고문헌
- 角川日本地名大辞典 27 大阪府